# Mitakeumi Hisashi
Mitakeumi Hisashi (御嶽海 久司, né Hisashi Omichi (大道 久司, Ōmichi Hisashi) le 25 décembre 1992) est un lutteur professionnel de sumo originaire d'Agematsu, Nagano. Il appartient à l'écurie Dewanoumi. Il privilégie les techniques de poussée. Ancien champion amateur à l'Université Tōyō, il débute au niveau professionnel en mars 2015, atteignant la première division makuuchi en novembre de la même année. Il a remporté 10 prix spéciaux (un de combativité, trois techniques & 6 pour performance exceptionnelle) ainsi que deux étoiles dorées pour avoir battu un yokozuna. Il a gagné trois tournois en tant que sekiwake en juillet 2018, septembre 2019 & janvier 2022. Il atteint le rang d'ōzeki à la suite de cette troisième victoire.

## Carrière
Il monte sur le dohyō pour la première fois lors du tournoi de mars 2015 sous le nom de Mitakeumi. Son nom est tiré d'une montagne proche de sa ville natale d'Agematsu nommée Mont Ontake (御嶽山, 御 peut être lu comme "On" ou "Mi"). La partie « Umi » de son nom vient de son écurie, Dewanoumi. Il est devenu le onzième lutteur promu jūryō après ses deux premiers tournois.

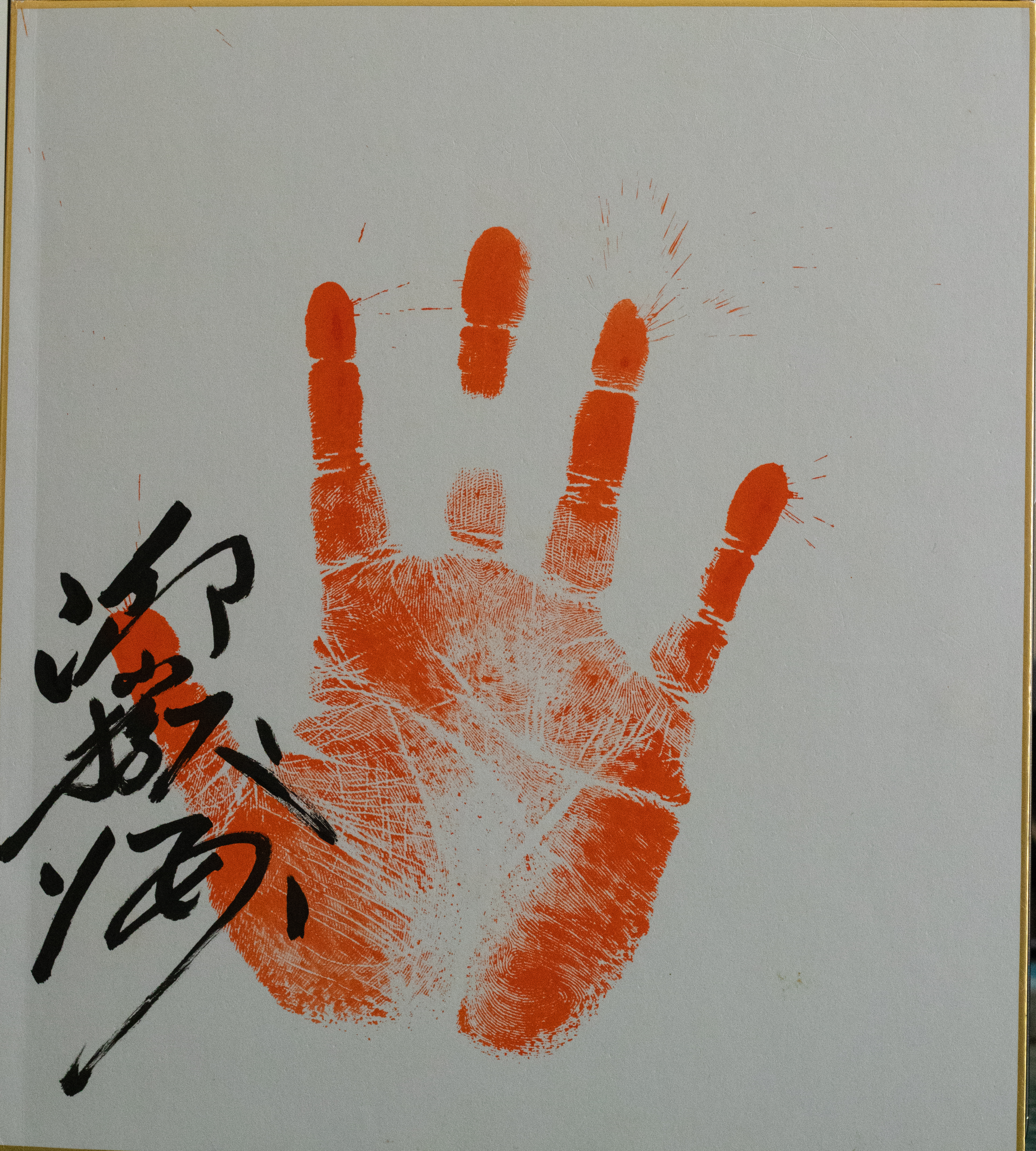
Tegata originale (empreinte de la main et signature) de Mitakeumi

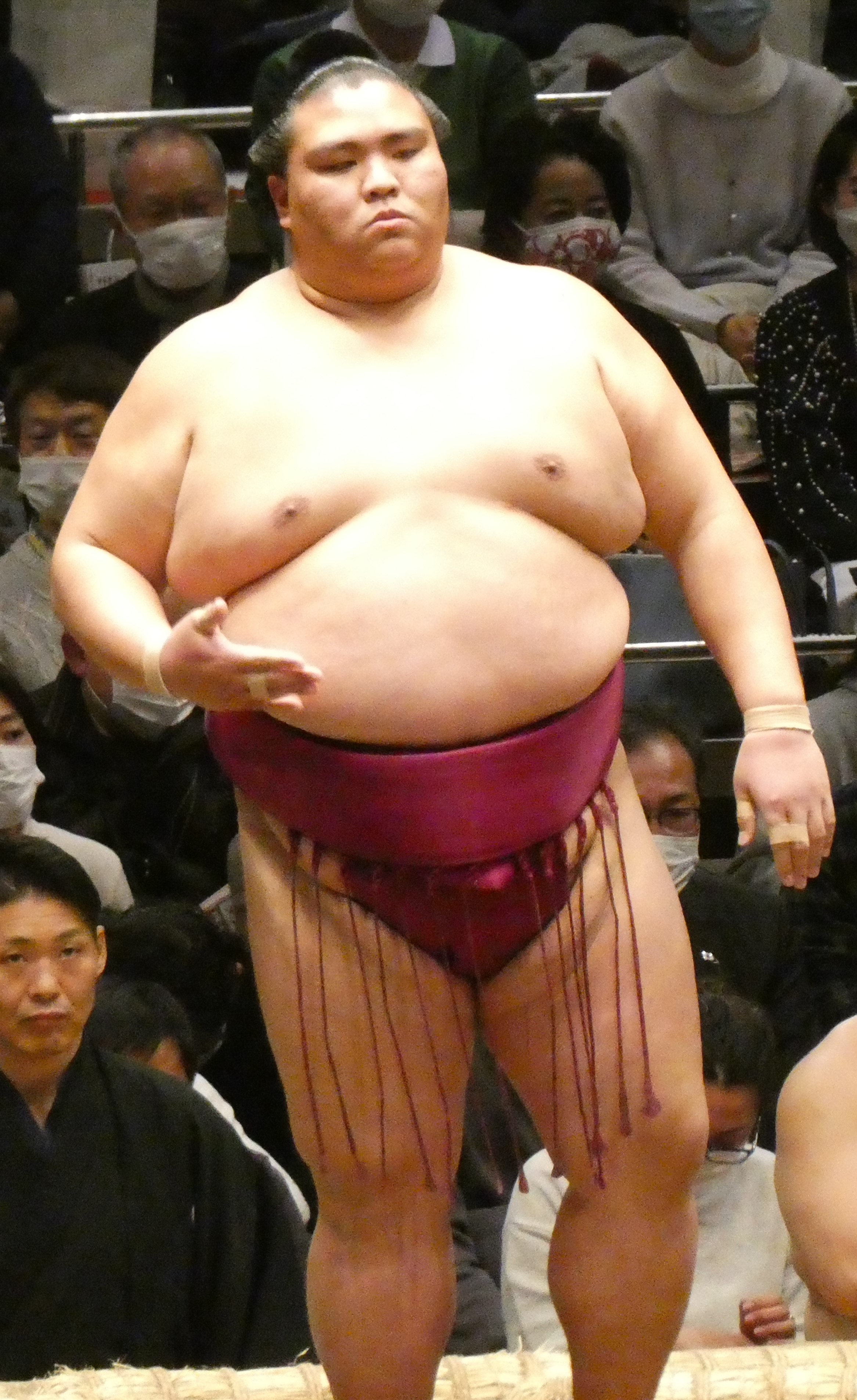
Mitakeumi en 2022

Mitakeumi combat pour la première fois dans la division makuuchi au 14ème jour du tournoi de septembre 2015 alors qu'il est en jūryō. Il termine avec un résultat de 12–3 au rang de jūryō 5 et est promu dans la division makuuchi pour le tournoi de novembre à Kyushu. Il devient le premier lutteur de la préfecture de Nagano à intégrer la division makuuchi depuis qu'Ōwashi a pris sa retraite du sumo en janvier 1978 (cette période de 37 ans était à l'époque la plus longue de toutes les préfectures). Cela faisait également 47 ans qu'un lutteur de Nagano avait atteint le rang de jūryō (Ōwashi en 1968) .
Après deux bons résultats en tournoi et avoir remporté son premier prix spécial (prix de la combativité) en mai 2016, il fait ses débuts en san'yaku au komusubi lors du tournoi de novembre 2016. Il remporte 53ème prix annuel du "meilleur débutant en makuuchi" sponsorisé par ChuSpo.
Après avoir été rétrogradé maegashira pour le tournoi de janvier 2017 et être revenu au rang de komusubi dès le tournoi de mars, il est promu sekiwake pour le tournoi de juillet, premier lutteur de l'écurie Dewanoumi à y parvenir depuis Dewanohana en 1982 . Mitakeumi conserve son rang de sekiwake lors des tournois de septembre et de novembre et reste le seul lutteur de première division à obtenir une majorité de victoires dans chaque tournoi de 2017.
Il remporte son premier tournoi de makuuchi à Nagoya 2018 en juillet, tournoi marqué par de nombreux forfaits sur blessure (kyūjō). Après une victoire contre l'ōzeki Gōeidō, il décroche  le titre au 14ème jour avec une victoire par yorikiri sur Tochiōzan . Il devient le premier lutteur de l'écurie Dewanoumi à remporter un titre de première division depuis Mienoumi en 1980. Malgré sa défaite contre Yutakayama lors de son dernier match, il reçoit la Coupe de l'Empereur en tant que champion ainsi que les prix spéciaux pour sa technique et ses performances exceptionnelles .

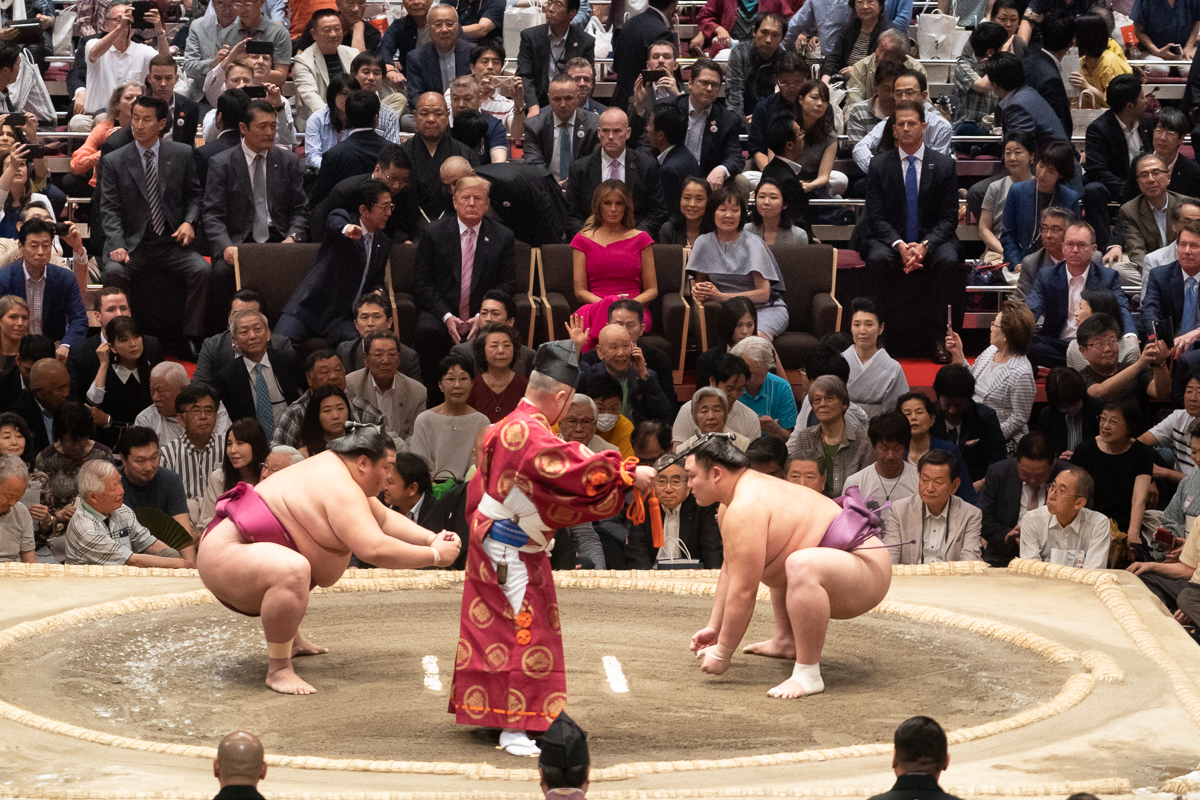
Mitakeumi affronte Asanoyama lors de la dernière journée du tournoi de mai 2019.

Sa seconde victoire a lieu au tournoi de septembre 2019, qu'il remporte au terme d'un combat supplémentaire de départage contre Takakeishō. Il reçoit également le prix de la performance exceptionnelle lors de ce tournoi .
À cause d'une blessure à l'œil contractée au troisième jour du tournoi de novembre qui l'amène à un résultat négatif (make-kochi) de 6-9, il est rétrogradé au rang de maegashira 2 pour le tournoi de janvier 2020. Ses bons résultats lui permettent ensuite de retrouver le rang de sekiwake pour le tournoi de juillet.
En 2021 il est à nouveau l'auteur d'une saison avec une majorité de victoires dans chaque tournoi .
Combattant avec le rang de sekiwake lors du tournoi de janvier 2022, Mitakeumi remporte son troisième yūshō de première division avec une fiche de 13-2, avec une victoire le dernier jour contre le yokozuna Terunofuji. Ayant remporté 33 combats lors des trois derniers tournois, dont un yūshō, une réunion a été organisée pour discuter de sa promotion au rang d'ōzeki. La promotion est finalisée le 26 janvier 2022 . Dans son discours d'acceptation, Mitakeumi  déclare qu'il embrassera la gratitude, exprimera son propre style et se consacrera à la voie du sumo .
Mitakeumi est le premier ōzeki de la préfecture de Nagano en 227 ans, depuis Raiden Tameemon . Avant sa promotion, Mitakeumi déclara : « Je suis vraiment heureux que même les personnes qui ne connaissent pas le sumo entendent le nom de Raiden. » .
Mitakeumi préfère les mouvements de poussée à la lutte au niveau du mawashi. Ses kimarite les plus courants sont l'oshidashi (poussée dehors au contact), le yorikiri (poussée par la ceinture) et le hikiotoshi (appui vers le bas) . Mitakeumi met l'accent sur la vitesse au début du combat (tachi-ai) et tente systématiquement d'être le premier à faire deux pas vers l'adversaire. Il s'entraîne avec des méthodes non conventionnelles, telles que le saut à la corde et la course en montée, afin de gagner en vitesse [réf. nécessaire].

## Vie privée
Au moment où Mitakeumi est promu au rang d'ōzeki en janvier 2022, le maître d'écurie Dewanoumi (ancien maegashira Oginohana ) révèle que Mitakeumi est marié à une femme d'un an son aînée .